# Holorusia mikado
Holorusia mikado (лат.) — вид двукрылых насекомых из семейства комаров-долгоножек (Tipulidae). Восточная Азия. Один из крупнейших в мире представителей мух и комаров (наряду с Gauromydas heros), размах крыльев до 11 см.

## Распространение
Япония и Китай.

## Описание
Крупные комары (тело 3—4 см, длина крыльев 35—38 мм, размах крыльев до 8—11 см) с длинными ногами. Окрашены в серо-бурые тона (иногда с жёлтыми и чёрными отметинами), часть грудного отдела (в том числе, дорзум мезэпистерна, бока постскутума и прескутума) оранжевые. Усики 12-члениковые, от зубчатых до почти нитевидных. Крылья с замкнутой дискоидальной ячейкой; аксиллярная область хорошо развита и простирается проксимально далее аркулюса. Вальвула очень длинная и тонкая, сильно склеротизованная.
Личинки развиваются в воде (Young, 2004).
В Японии лёт отмечен с апреля до сентября; личинки живут в почве вокруг рисовых полей, рек, прудов.
В 2018 году в мировой прессе сообщалось об обнаружении «крупнейшего комара» в южном Китае в провинции Сычуань (Mount Qingcheng, Chengdu). Новость касалась ранее известного из Японии вида H. mikado. Размах крыльев обычно около 8 см, максимум до 11 см.

## Систематика
Вид Holorusia mikado был впервые описан британским энтомологом Джоном Уэствудом в 1876 году под первоначальным именем Tipula mikado по самцу из Японии. Ранее (например, в монографии Савченко 1961 года из серии «Фауна СССР» и других) включался в состав рода Ctenacroscelis  Enderlein, 1912 (теперь синоним рода Holorusia).